# Ex-líbris

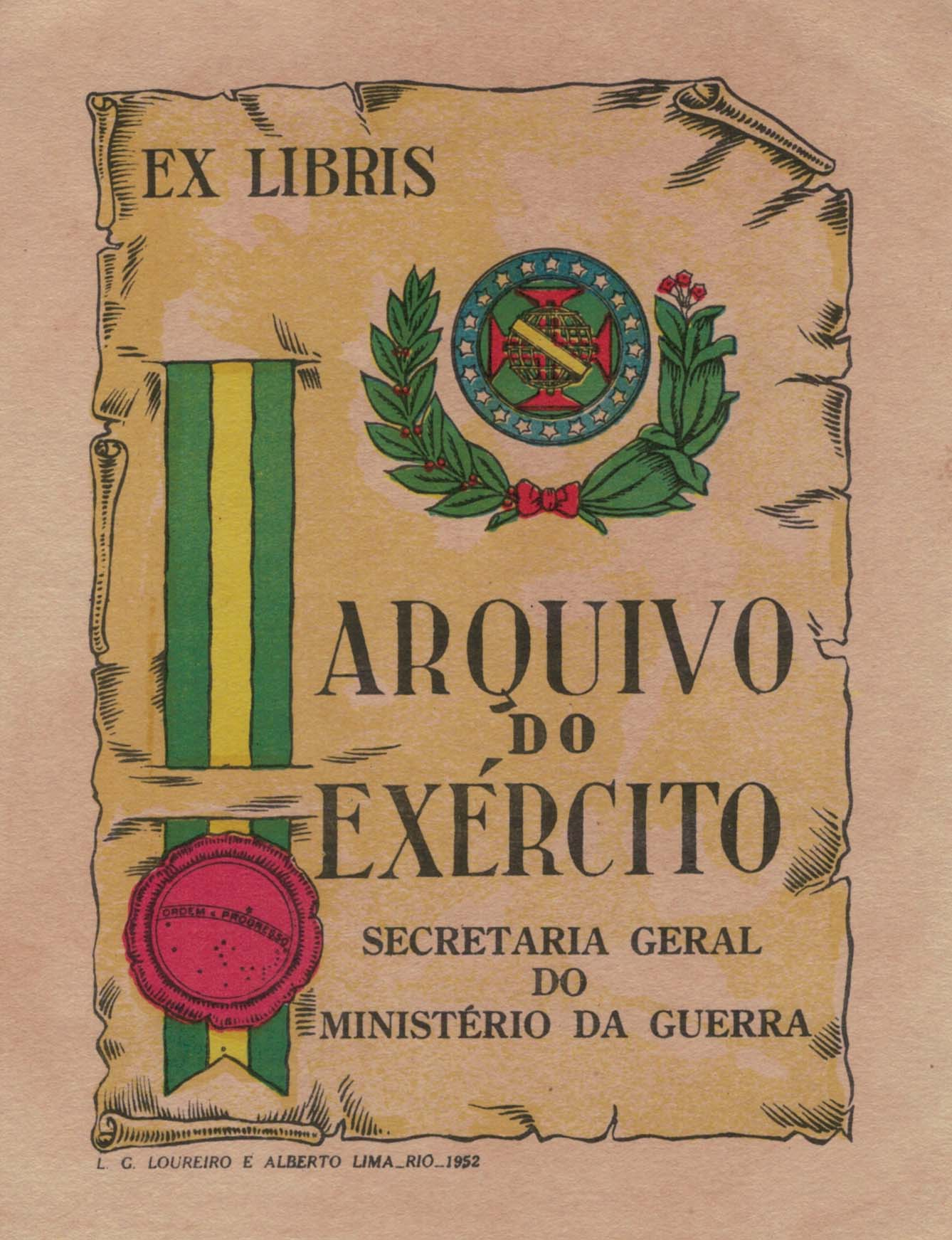
Ex-líbris do Arquivo Histórico do Exército do Brasil.

Ex-líbris ou ex-libris (do latim ex libris meis) é a expressão que significa, literalmente, "dos livros de" ou "faz parte de meus livros", empregada para associar o livro a uma pessoa ou a uma biblioteca. Portanto, ex-líbris é um complemento circunstancial de origem (ex + caso ablativo) que indica que tal livro é "propriedade de" ou obra "da biblioteca de". 
A inscrição pode estar inscrita num carimbo ou numa vinheta colada em geral na contracapa ou página de rosto de um livro para indicar quem é seu proprietário. A vinheta em geral contém um logotipo, brasão ou desenho e a expressão "Ex libris" seguida do nome do proprietário. É possível que contenha um lema, ou citação.
Inscrições de propriedade em livros não eram comuns na Europa até ao século XIII, quando outras formas de biblioteconomia se tornaram comuns. No Brasil, o "ex-líbris" da Biblioteca Nacional foi criado em 1903 pelo artista Eliseu Visconti, responsável pela introdução do art-nouveau no país.
Quando a marca de propriedade de um livro é gravada na encadernação, recebe o nome de super libris.

## Entidades cultoras
Hoje em dia, existem associações de colecionadores de ex-líbris. Em Portugal existe desde 1952 a Academia Portuguesa de Ex-Líbris, e a nível mundial há a Federation International des Societes d'Amateurs d'Ex Libris e a International Federation of Ex-Libris Societies.

## Símbolo
O termo ex-líbris também é utilizado como representação simbólica de um lugar e, assim, diz-se que "a Torre Eiffel é o ex-líbris de Paris".

## Galeria de imagens

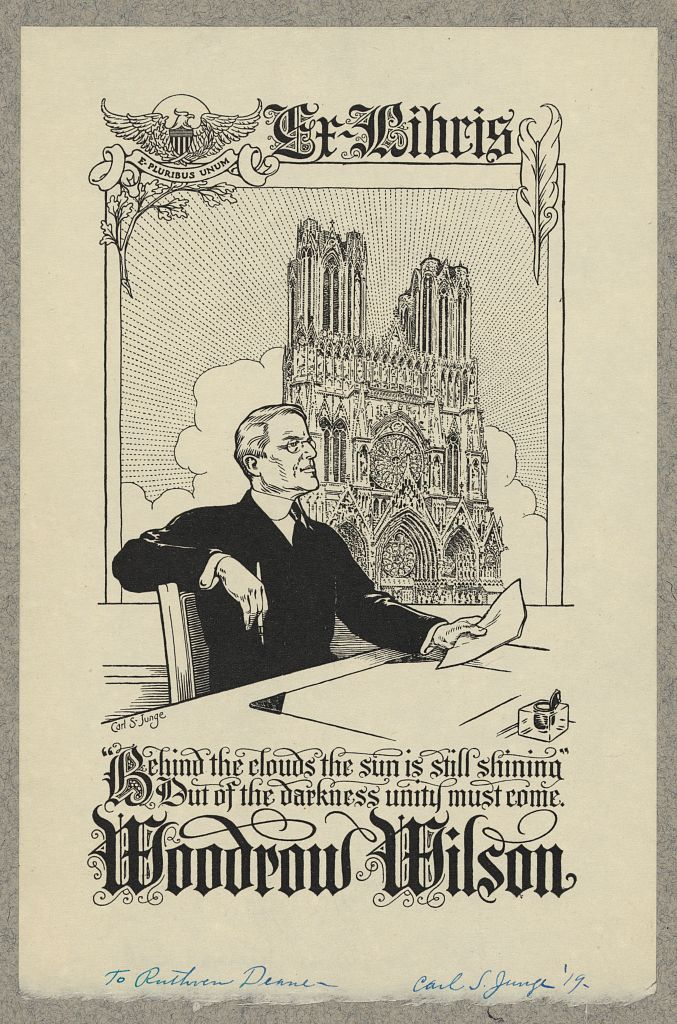
Ex-líbris de Woodrow Wilson
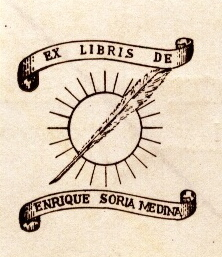
Ex-líbris com letra do nome do dono
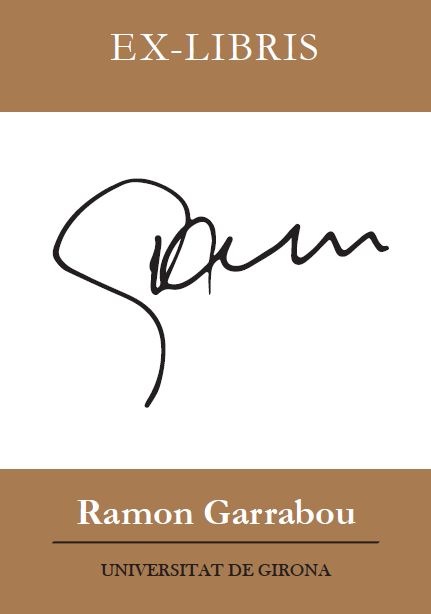
Peça com assinatura
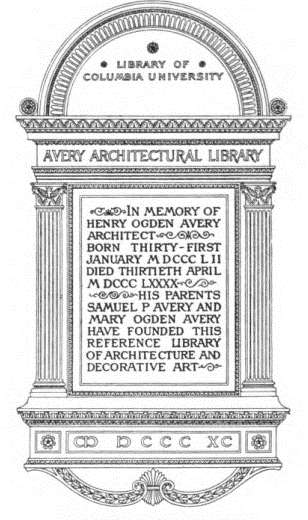
Ex-líbris da Universidade de Columbia
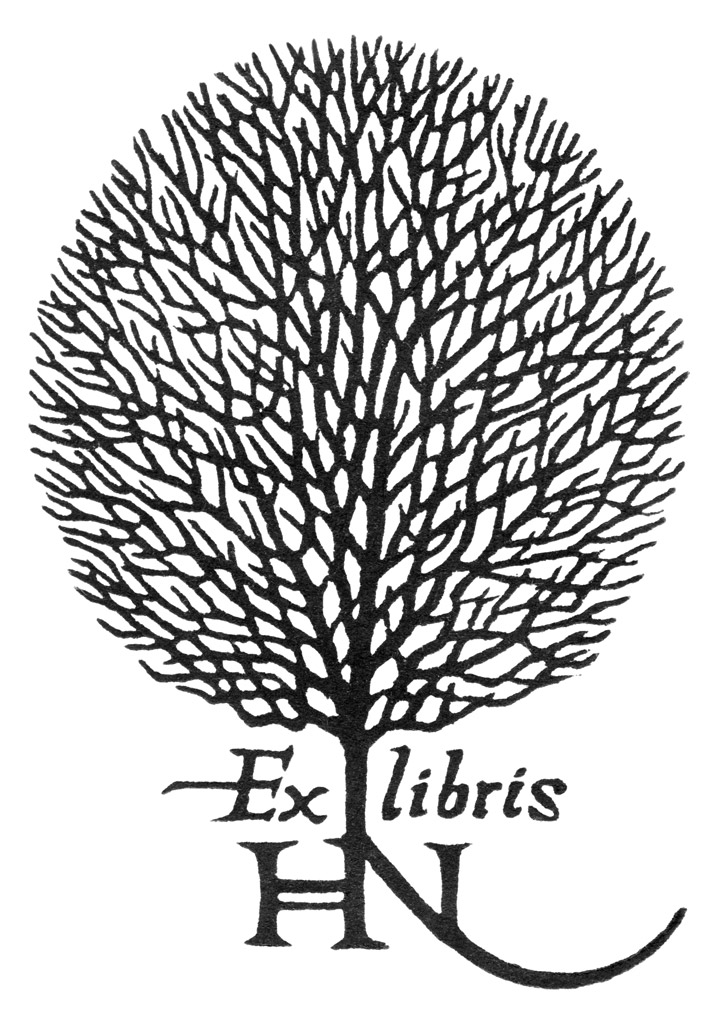
Em formato de árvore
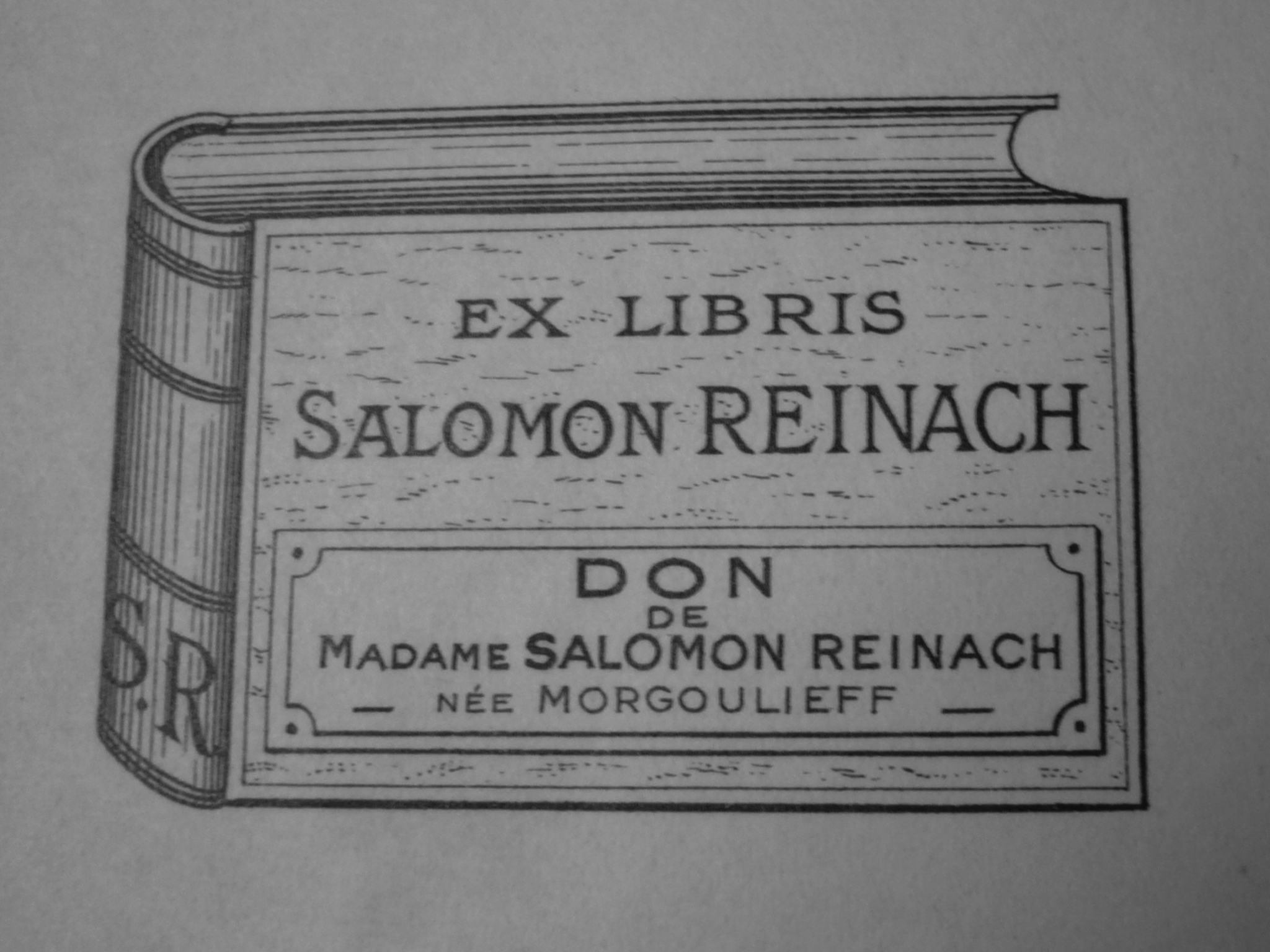
Tipo livro
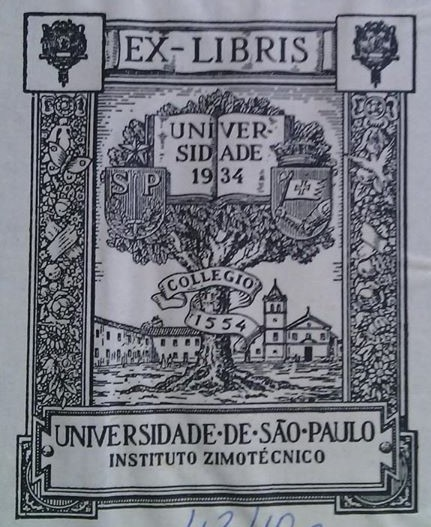
Ex-líbris da Universidade de São Paulo
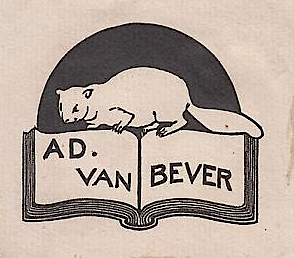
Com castor na feitura
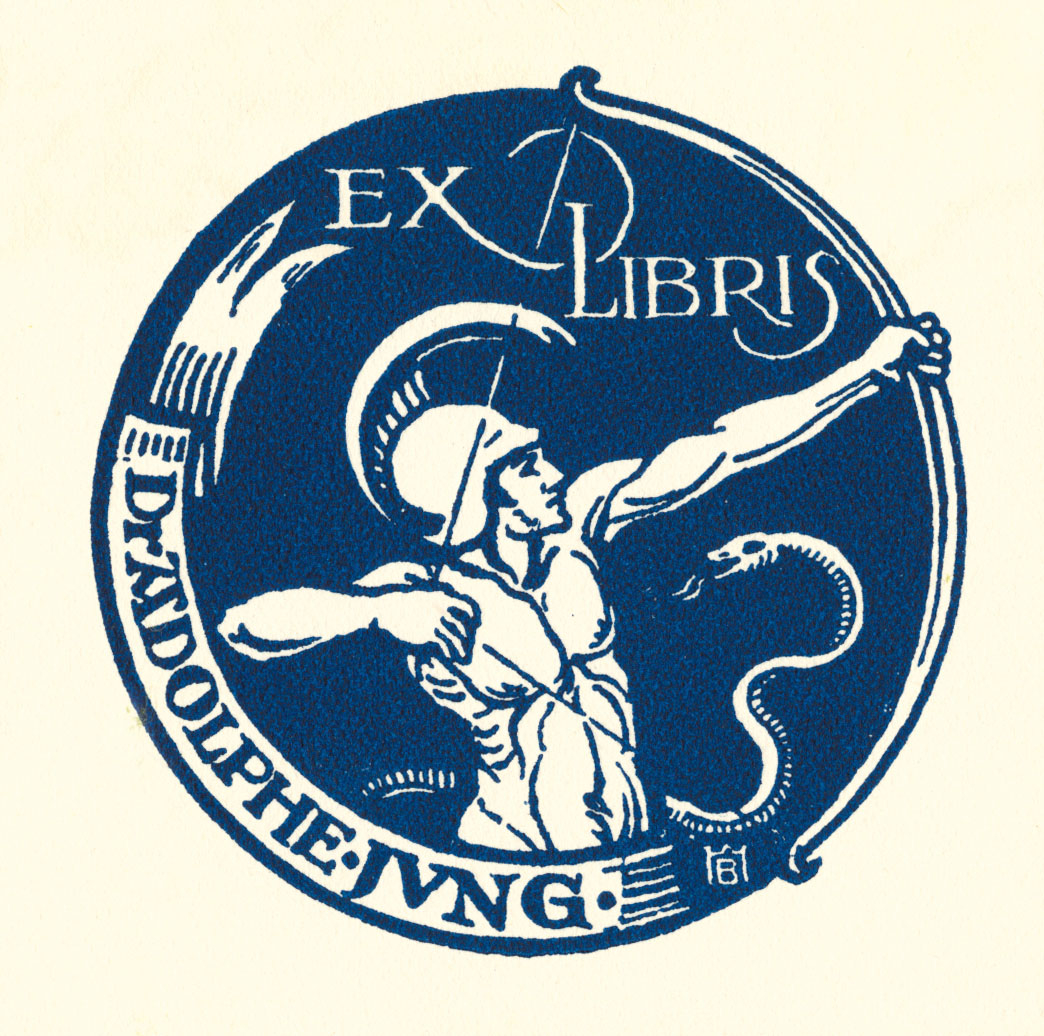
Ex-líbris com figuras mitológicas
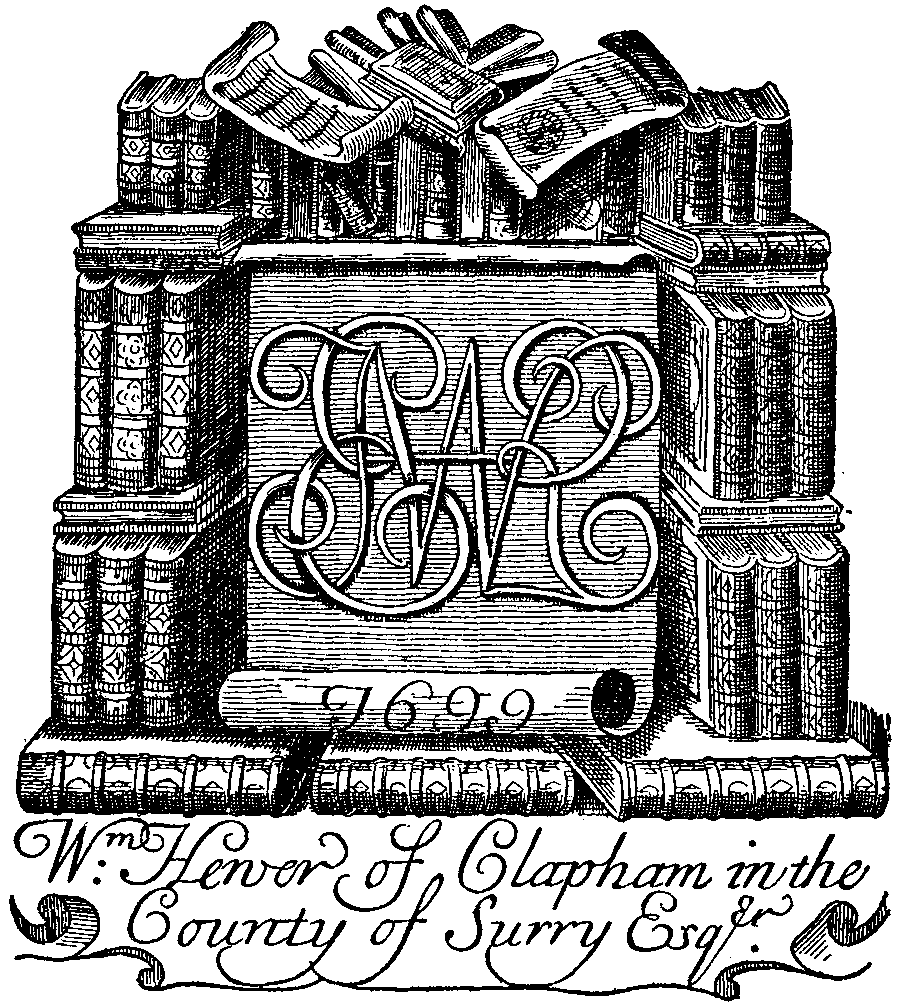
Ex-líbris inglês com letras Monogramais
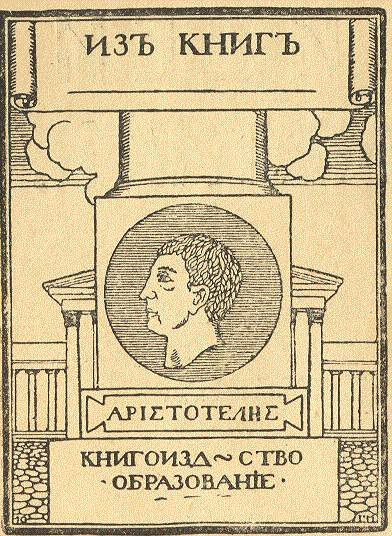
Da cultura ex-librista russa
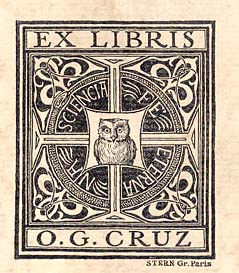
Ex-libris do médico e sanitarista Oswaldo Cruz
Ex-libris da Academia Carioca de Letras

## Ligações internas
- Academia Portuguesa de Ex-Líbris
- Ex-líbris da Biblioteca Nacional do Brasil